# التثقيف في مجال العلاقات
يعزز التثقيف في مجال العلاقات ممارسات وتعليم أساسيات قبل الزواج وموارد العلاقة واستعادة العلاقات والحفاظ على العلاقات والتثقيف القائم على الأدلة في مجال الزواج.

## التاريخ
وقد بدأ التنظيم الرسمي للتثقيف في مجال العلاقات في الولايات المتحدة في أواخر السبعينيات من قبل مجموعة متنوعة من المهنيين المعنيين بأن نتائج الأساليب التقليدية ووسائل العلاج العائلي لم تسفر عن أي انخفاض ملموس في معدل الطلاق المرتفع والولادة خارج نطاق الزواج.
وقد وجد الدافع وراء التثقيف في مجال العلاقات في العديد من الملاحظات المدروسة نتيجة ارتفاع معدلات انهيار الزواج والأسرة وحالات التسرب من المدارس (الهدر المدرسي) والسجن وإدمان المخدرات والبطالة والانتحار والقتل وإساءة المعاملة المنزلية وغير ذلك من العوامل الاجتماعية السلبية التي تحدث عند حدوث الطلاق و/أو الحمل خارج نطاق الزواج. وفي جميع الفئات السلبية المشار إليها أعلاه، كان هناك تمثيل إحصائي زائد للبالغين الذين لم يتواجد كلا والديهم في مرحلة الطفولة.
وقد شمل التخطيط الأولي للتثقيف في مجال العلاقات مشاركة علماء النفس والمستشارين والمعلمين في مجال الحياة الأسرية والأخصائيين الاجتماعيين والعائليين، والأخصائيين النفسيين ورجال الدين من مختلف التقاليد الدينية وصانعي السياسات والأكاديميين في مجالات العلوم الاجتماعية والمحامين والقضاة والأشخاص العاديين. وكان الهدف هو السعي إلى تحقيق أوسع انتشار ممكن لدورات تعليم مهارات البحث والزواج التي يمكن أن تحسن أداء العلاقات بين الأشخاص، لا سيما مع الأزواج المتزوجين والأزواج قبل زواجهم.
وكان من بين المساهمين الأوائل في التثقيف في مجال العلاقات ديفيد وفيرا ماس الذين أسسوا جمعية الأزواج لإثراء الحياة الأسرية. وأجرى الزوجان ماس ملاذ الأزواج الأول في عام 1962. وأطلق برنارد ولويس جيرني (معهد تنمية المهارات العاطفية والحياتية)، والذي عُرف فيما بعد باسم (تعزيز العلاقات) في عام 1972. وقد طورت لوري هيمان جوردون في عام 1975 دورة تدريبية طويلة لمدة 120 ساعة للتثقيف في مجال العلاقات لطلاب الدراسات العليا بالجامعة الأمريكية، والتي أطلقت عليها اسم (بيرز)، وهو اختصار لعبارة (التطبيق العملي لمهارات العلاقات الحميمة). إذ تعتبر فيرجينيا ساتير أنها (أم العلاج الأسري) والتي بدأت في تدريب أخصائيين معالجين كمعلمين في مجال العلاقات في عام 1984.
وقدمت دراستان علميتان كبيرتان نُشرتا في عام 2011 دليلًا على أن التعليم في مجال الزواج والعلاقات يساعد في الحد من الطلاق بين الأزواج المنكوبين ومن فيهم من الأفراد العسكريين. وأظهرت وجود أدلة أخرى على مكاسب كبيرة للأفراد العازبين والأزواج وكإستراتيجية محتملة لخفص معدلات حالات حمل المراهقات. بينما أظهرت دراسات أخرى، لا سيما برنامج بناء أسر قوية، أن التثقيف في مجال العلاقات لا يحسن نوعية/رضا العلاقة بالنسبة للأزواج ذوي الدخل المنخفض غير المتزوجين، في حين قدمت دراسات أخرى أدلة على فوائد ذات دلالة إحصائية للأزواج ذوي الدخل المنخفض.

## السبب الجوهري
وقد شجعت ساتير  والأخصائيين الاجتماعيين للعائلة والزواج على تحويل تركيزهم على التثقيف في مجال العلاقات في عام 1984 قائلة:
«نحن في مفترق طرق، وهو مفترق هام يشير إلى كيفية نظرتنا للناس من حولنا. ولهذا السبب بات من الممكن الآن أن تتجه كل أنواع العلاجات المختلفة إلى التعليم، وذلك ليكون الإنسان أكثر اكتمالًا، وإن استخدام ما نعرفه (كعلم أمراض) ليس سوى شيء ينبئنا بأن هناك خطبٌ ما سوف يمكننا من المضي قدمًا نحو إمكانية استخدامه لتنمية الأشخاص الكاملون. وأنا محظوظة لكوني أحد الأشخاص الذين تقدموا بطريقهم لمعرفة إذا كان الناس كاملين بالفعل. وهذا ما يعنيه بالنسبة لي أن أنظر إلى الناس على أنهم أشخاصًا يتمتعون بإمكانيات يمكن تحقيقها وباعتبارهم أشخاصًا لديهم أحلام وقادرون على الوصول إليها. إن ما يجلبه الناس لي تحت ستار المشاكل هو طريقة عيشهم التي تعوقهم وتجعلهم معرضين للأمراض. وما نقوم به الآن هو أن نرى كيف يسمح لنا التعليم بالتوجه نحو مزيد من البهجة، والمزيد من الواقعية والمزيد من الترابط الأسري والمزيد من الإنجاز والمزيد من الفرص لتنمية الناس». فيرجينيا ساتير

### تأثير تحرر المرأة
وقالت ساتير إن الحاجة إلى التثقيف في مجال العلاقات نشأت من تحول الأدوار بين الجنسين إذ اكتسبت المرأة حقوقًا وحريات أكبر خلال القرن العشرين:
«مع انتقالنا إلى القرن العشرين، وصلنا بطريقة واضحة جدًا بأن الذكور والإناث في الزواج كانوا يحسنون التصرف مع بعضهم... وكان نمط العلاقة بين الزوج والزوجة هو نمط الرجل المسيطر والأنثى المطيعة... ومنذ ذلك الوقت بزغ عهد جديد... وتغير جو العلاقات، ولم تعد النساء راغبات في الخضوع... وقد أوشك نمط المهيمن/المطيعة في العلاقات على الانتهاء. ومع ذلك، لم يتطور سوى القليل جدًا ليحل محل النمط القديم، إذ كان الأزواج يتخبطون... والواقع أن المرء كان ليتوقع بأثر رجعي حدوث قدر كبير من الفوضى والكثير من الفشل. وإن التحول من النمط المهيمن/المطيعة إلى نمط المساواة هو تحول هائل. ونحن نتعلم كيف يمكن للعلاقة القائمة على مشاعر المساواة الحقيقية أن تعمل فعليًا». فيرجينيا ساتير، في مقدمة دورتها التدريبية (بيرز)

## أمثلة
ويركز المجلس الوطني للعلاقات الأسرية على إعداد المهنيين للتعليم في مجال الحياة الأسرية، وهو نهج بارز في التثقيف في مجال العلاقات.
وقد بدأت وزارة الصحة والخدمات الإنسانية الأمريكية في عام 2006 في تمويل مشاريع كبيرة لسنوات عديدة من خلال إدارة الأطفال والعائلات لتوسيع نطاق توفر صفوف تعليم في مجال الحياة الزوجية في أكثر من 100 مجتمع محلي على مستوى البلاد. وقد صُمم هذا المشروع المعروف باسم «مبادرة الزواج السليم»، لتحسين رفاهية الأطفال بتوفير الأدوات وتعليمهم لتعزيز الزواج والحياة الأسرية. وقد أجرى جيفري لارسون عدة دراسات حول تعليم الزواج والعلاقات، بما في ذلك مراجعة ثلاثة قوائم جرد شائعة الاستخدام قبل الزواج – بدءًا بالتركيز والإعداد ومن ثم الارتباط.

## الدراسات

### التثقيف في مجال العلاقات للأزواج في فترة ما قبل الزواج
وجدت دراسة فيدرالية لسنوات عديدة، تُعرف باسم برنامج بناء الأسر القوية، وتحليل استخلاصي في عام 2010 لـ 47 دراسة، أن التثقيف في مجال العلاقات «لا يحسن نوعية العلاقة/الرضا» بالنسبة للأزواج غير المتزوجين.
«أكدت الدراسات السابقة أن برامج التعليم قبل الزواج لها أثر إيجابي على المشاركين في البرنامج. وذلك باستخدام أساليب التحليل الاستخلاصي لأفضل الممارسات الحالية للنظر في كامل أبحاث التقييم المنشورة وغير المنشورة حول التعليم في فترة ما قبل الزواج، وقد وجدنا نمطًا أكثر تعقيدًا من النتائج. وقد شفّرنا 47 دراسة ووجدنا أن برامج التعليم قبل الزواج لا تحسن من نوعية العلاقة/الرضا عند إدراج الدراسات غير المنشورة في التحليل، مع أن الدراسات المترتبة على الأزواج بعد مرحلة شهر العسل لاكتشاف الآثار الوقاية قد تكون نادرة. وعلى النقيض من ذلك، يبدو أن برامج التعليم قبل الزواج فعالة في تحسين التواصل بين الزوجين، إذ تؤدي الدراسات التي تستخدم مقاييس الملاحظة وليس مقاييس الإبلاغ الذاتي إلى نتوج آثار كبيرة. ومع ذلك، ونظرًا للنتائج المختلطة المتواضعة، هناك مجال واسع وحاجة حقيقية إلى تحسين ممارسة التعليم في مرحلة ما قبل الزواج».